# Industry (Santa Lucía)
Industry es una localidad de Santa Lucía, que forma parte del distrito de Choiseul.